# انوشا ریزوی
انوشا رضوی (انگلیسی: Anusha Rizvi؛ زادهٔ ۱۳ مارس ۱۹۷۸) کارگردان فیلم، و فیلم‌نامه‌نویس اهل هند است. از جمله آثار او که کارگردانی و نویسندگی آن را برعهده داشته‌است می‌توان به پیپلی زنده اشاره کرد.